# Kalle Ankas Pocket 6: Kalle Anka i Björnligans klor
Kalle Anka i Björnligans klor är Kalle Ankas Pocket nummer 6 och publicerades i september 1970.

## Innehåll

### En liten förhistoria
Trots otaliga försök har Björnligan inte lyckats lägga vantarna på Joakim von Ankas förmögenhet. Björnligan kidnappar Kalle och med hjälp av hypnotisören Ali el-Hypnos hypnotiserar de honom för att få honom att berätta hur man kommer in i valvet. Under hypnosen berättar Kalle om olika äventyr med Joakim.

### Kalle Anka och Gopo-Gopos smaragder
Kalle, Knattarna och Joakim är på expedition i djungeln för att hitta Gopo-Gopoernas smaragdgruva. Denna stam imponeras av Kalles mod och ber om hjälp. Några araber i området letar också efter ingången till gruvan. Medicinmannen tar dem till gruvan men låser in dem. Efter mycket besvär lyckas de komma ut, tillfångatas av araberna, tvingas berätta vad de vet om gruvan och lyckas sedan ta sig hem till Ankeborg.

### Kalle Anka som statsminister
Furstendömet Monte-Osto saknar en statsminister eftersom denne själv måste täcka hålen i statsbudgeten, en miljard kronor. Finansministern har dock råd: att utse en utländsk mångmiljardär som vill ha en tjusig titel. Joakim von Anka skickar Kalle men på grund av missförstånd tror de att Kalle är Joakim. Kalle njuter av livet på slottet och tackar ja till att bli statsminister. Detta får Joakim läsa i tidningen och reser till det lilla furstendömet. Även han accepterar att bli statsminister och får en svår chock när han inser att han måste betala alla skulder. Joakim bestämmer dock att exportera furstendömets berömda ostar till Ankeborg för att på så vis ändå tjäna en slant.

### Kalle Anka och Venedigs gyllene skatter
Det är sommar i Ankeborg och Knattarna reser på sommarläger. Kalles granne skryter om alla exotiska semestermål han besökt och Kalle kastar ur sig att han ska på semester till Venedig. Kalle får dock ångra sina ord när till och med tidningen skriver om Kalles förestående utlandsresa. Kalle är förstås helt pank och desperat besöker han sin farbror och lurar i honom att under lagunens yta i Venedig finns det massor av guldringar från en månghundraårig ceremoni. 

### Kalle Anka som fotbollsstjärna
Joakim von Anka är ännu en gång olycklig. Miljonären Folke Flint vill inte sälja sina svavelgruvor till Joakim. Kalle besöker Folke som berättar att han endast säljer om fotbollslaget Svartskjortorna lyckas vinna över Blåbyxorna. Svartskjortorna är så dåliga att de förlorat alla matcher i 13 år men Joakim köper laget och ber Ludwig von Anka att träna laget att vinna. Hans träningsmetoder trotsar till synes all logik och tack vare dem fortsätter laget att förlora alla matcher. Knattarna lär dock spelarna spela fotboll enligt mer gängse pedagogik.
När de två lagen till slut möts i den avgörande matchen ser Blåbyxorna ut att vinna ännu en gång och Folke Flint lovar att han ska sälja gruvorna så fort Blåbyxorna har vunnit matchen. Det otroliga sker dock, Svartskjortorna lyckas vinna och Joakim jagar bort Kalle och Ludwig.

### Geni för en dag
Kalle och Knattarna har tagit husvagnen till sjön. Knattarna vill dock inte hjälpa till utan sitter bara och läser den populärvetenskapliga tidningen "Varför-varför". I en artikel i tidningen får Kalle läsa att intelligensen varierar upp och ned på grund av rymdvågor. Knattarna lurar honom att hans intelligens nu står på topp och Kalle drabbas av övermod och i sin iver att hjälpa andra lyckas han bara förstöra.

### Kalle Anka leker med klimatet
Joakim är bekymrad över att hans inkomster har minskat med 0,0001 procent: "Om det här fortsätter är jag snart luspank! Och det skulle jag aldrig överleva!". Dagen efter väntas storviltjägaren herr Tropik till Ankeborg för att sälja elefantbetar till Joakim och valfångare Frost för att sälja sälskinn. Joakim är dock angelägen att båda ska känna sig hemma i Ankeborg. Med hjälp av en maskin som Oppfinnar-Jocke uppfunnit kan man ändra klimatet med en knapptryckning. Till en början trivs båda i Ankeborg men vägrar sälja när man med maskinens hjälp ändrar till "fel" klimat.

### Kalle Anka som cykelpilot
Farbror Joakims "Småkex" håller på att konkurreras ut av "Toppkex". Men Joakim slår tillbaka med en hård marknadsföring där Kalle måste flyga omkring med ett cykelplan.

## Tabell
| Serie nummer | Namn                                    | Ritad av                                | Manus                              | Originaltitel                            | Kommentar                        |
| ------------ | --------------------------------------- | --------------------------------------- | ---------------------------------- | ---------------------------------------- | -------------------------------- |
| 1            | Farbror Joakim är generös!              | Carl Barks                              | Carl Barks                         | Slippery Sipper                          | Från Uncle Scrooge #5, mars 1954 |
| 2            | En liten förhistoria                    | Giuseppe Perego                         | Gian Giacomo Dalmasso              | Prologo a "Paperino 7"                   | Ramberättelse                    |
| 3            | Kalle Anka och Gopo-Gopos smaragder     | Luciano Gatto                           | Abramo Barosso, Gian Paolo Barosso | Paperino e i verdi sassi dei Bussi-Bassi | -                                |
| 4            | Kalle Anka som statsminister            | Giovan Battista Carpi, Ernesto Piccardo | Carlo Chendi                       | Paperino e il principato di Gruviera     | -                                |
| 5            | Kalle Anka och Venedigs gyllene skatter | Romano Scarpa, Giorgio Cavazzano        | Carlo Chendi                       | Paperino e gli anelli dei dogi           | -                                |
| 6            | Kalle Anka som fotbollsstjärna          | Luciano Capitanio                       | Roberto Catalano                   | Paperino e la vittoria a sproposito      | -                                |
| 7            | Geni för en dag                         | Romano Scarpa, Giorgio Cavazzano        | Romano Scarpa                      | Paperino intelligentone a ondate         | -                                |
| 8            | Kalle Anka leker med klimatet           | Luciano Capitanio                       | Michele Gazzarri                   | Paperino e le onde climatiche            | -                                |
| 9            | Kalle Anka som cykelpilot               | Giulio Chierchini                       | ?                                  | Paperino e il ciclaliante sperimentale   | -                                |
| 10           | Sagoberättaren                          | Al Taliaferro                           | Bob Karp                           | -                                        | -                                |